# Ролетто
Ролетто (итал. Roletto) — коммуна в Италии, располагается в регионе Пьемонт, в провинции Турин.
Население составляет 1987 человек (2008 г.), плотность населения составляет 221 чел./км². Занимает площадь 9 км². Почтовый индекс — 10060. Телефонный код — 0121.
В коммуне 8 сентября особо празднуется Рождество Пресвятой Богородицы. 

## Демография
Динамика населения:

## Администрация коммуны
- Официальный сайт: http://www.comune.roletto.to.it